# Jämsä

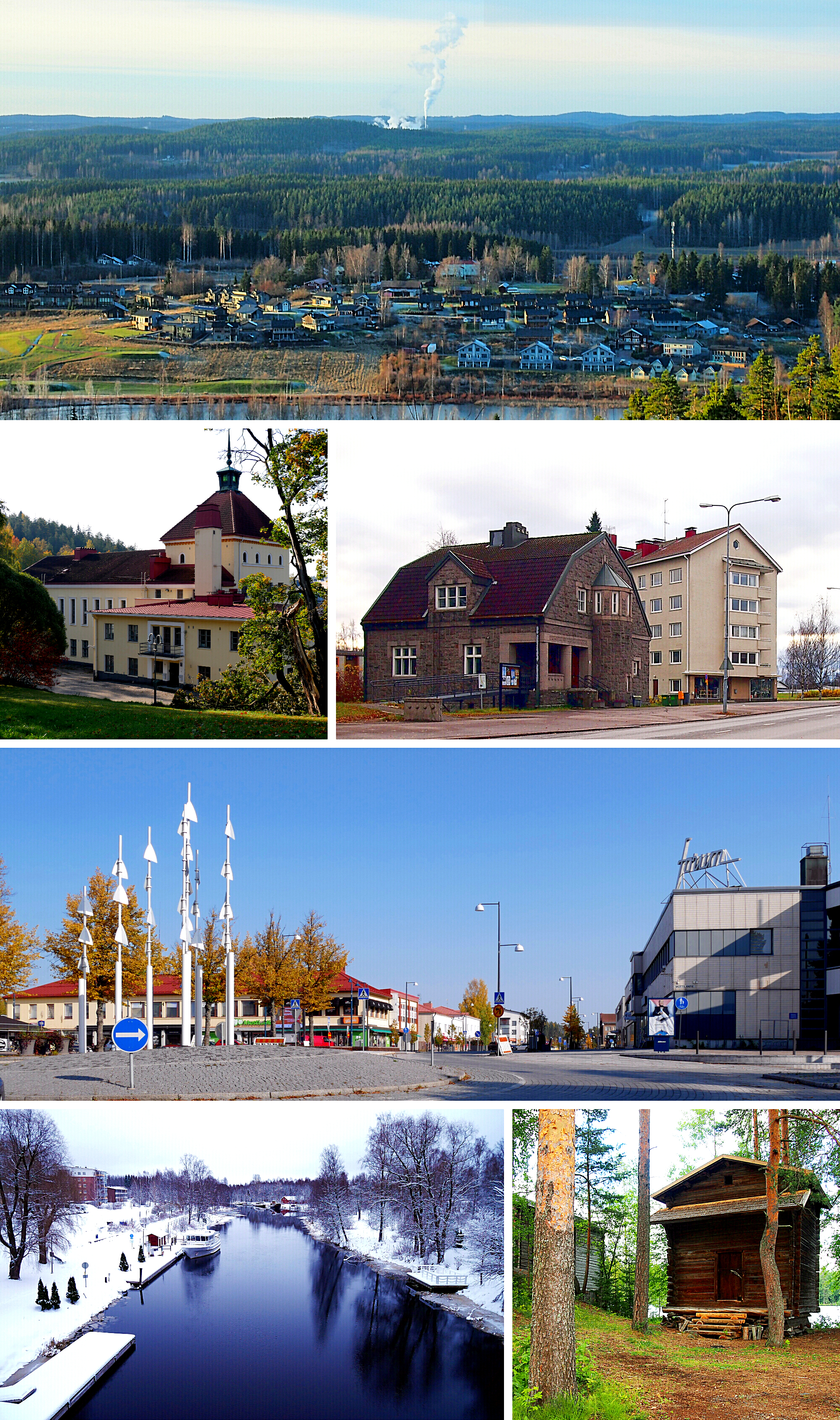
Jämsä

Jämsä è una città finlandese di 19347 abitanti, situata nella regione della Finlandia Centrale.
Nel 2009 è stato accorpato alla città il comune di Jämsänkoski.